# Кенитра

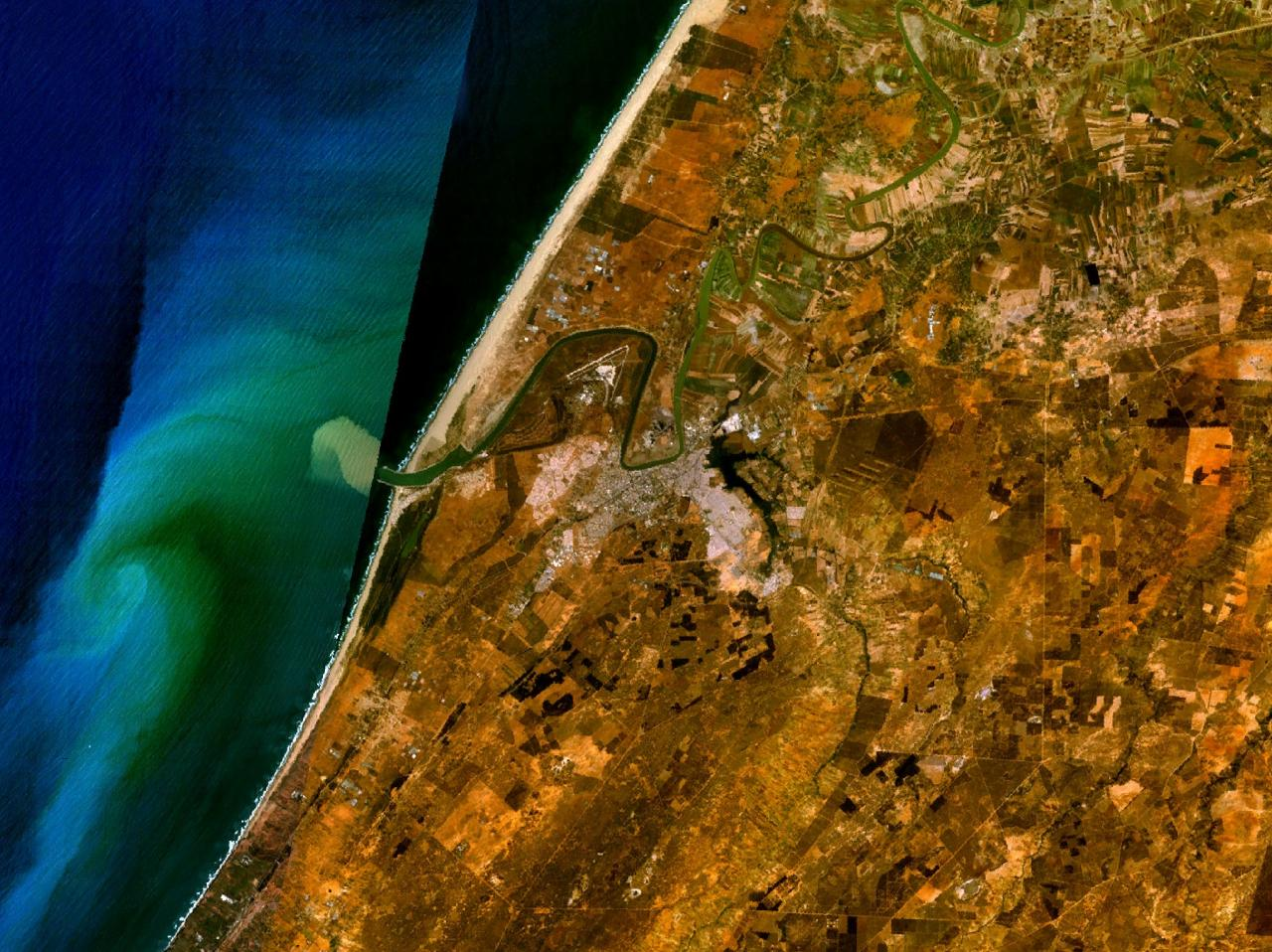
Вид из космоса

Кени́тра (араб. القنيطرة‎ — «маленький мост», «мостик») — город на северо-западе Марокко, порт на реке Себу, в 12 километрах от побережья Атлантического океана и в 40 км к северу от столицы Рабата. Административный центр области Гарб-Шрарда-Бени-Хсен.

## История
До установления протектората Франции над Марокко на месте современного города была лишь крепость («касба»). Город основал Юбер Лиоте, первый французский генерал-губернатор, в 1912 года с целью развития торговли между городами атлантического побережья страны и Фесом, Мекнесом, которые находятся восточнее. Порт в Кенитре был открыт в 1913 году. В 1933 году французы дали официальное название городу Пор-Лиоте (Port-Lyautey). В 1956 году, после получения Марокко независимости, городу возвращено первоначальное название Кенитра.
С семидесятых годов в Кенитре располагалась военная база, часть территории которой занимали американские военные. В 1991 году американцы покинули базу в Кенитре.

## Экономика
Экономика Кенитры основана на производстве ткани, сигарет, переработке рыбы, а также на выращивании цитрусовых, пшеницы и овощей. В Кенитре добывают цинк, нефть и природный газ. Предприятия пищевой (главным образом консервной, мукомольной) промышленности.

## Колледжи и университеты
- Université Ibn Tofail
- ENCG Kénitra (École Nationale de Commerce et de Gestion de Kénitra)
- HECI Kénitra (Hautes Études Commerciales et Informatiques)

## Транспорт
В Кенитре две железнодорожные станции: Кенитра-Вилль и Кенитра-Медина. Электропоезда каждые 30 минут идут на Рабат и Касабланку. Так же можно добраться туда и на рейсовом автобусе. Из общественного транспорта внутри города ходят автобусы. Так же есть 2 разновидности такси. Это "большое такси" с фиксированной ценой и маршрутом, в котором помещаются до 6 пассажиров. На таком такси можно добраться и до ближайших сёл, в зависимости от маршрута.  И "маленькое такси", которое можно поймать и водитель вас доставит в любое место в городе. В таком такси максимальное число пассажиров - 3.

## Известные уроженцы и жители
- Исмаэль Ферруки — французский кинорежиссёр и сценарист.
- Саид Ауита      — марокканский легкоатлет.
- Пётр Шереметев — архитектор, меценат и общественный деятель.
- Марина Дмитриевна Шереметева — многолетний секретарь общества Русской Православной Церкви в Марокко.